# Cvijetin Milivojević
Cvijetin Milivojević (Bijeljina, 25. septembar 1965) srpski je politikolog, novinar i konsultant za odnose sa javnošću.

## Biografija
Diplomirao na Fakultetu političkih nauka u Beogradu (novinarski smer). Kao novinar sarađivao u „Studentu“, „Politici“, „Borbi“, „Našoj borbi“, NIN-u itd; urednik u „Blicu“ i „Demokratiji“.
Direktor je agencije za odnose sa javnošću „Pragma“. Predavao je na Fakultetu političkih nauka u Beogradu (odnosi s javnošću) od 2002. do 2007.
Trostruki je dobitnik nagrade „Borivoje Mirković“, prvi dobitnik novinarske nagrade „Stanislav Staša Marinković“ (1993), prvi dobitnik nagrade UNS "Bogdan Tirnanić" za najbolju kolumnu ili komentar u Srbiji (2011).

## Dela
- „Globalno Potemkinovo selo - medijski rat od 1990 - 1995“ (1996)
- „Novinar - Vaš prijatelj; priručnik za uspešne odnose s medijima“ (prvo izdanje, 1999, drugo izdanje, 2004)
- „Kosmet ili Kosova“ (koautor Bahri Cani, 1996)
- „Na prvu loptu - političko komuniciranje u Srbiji od 1990 do 2007“ (2008)
- „Etika javne reči u medijima i politici“ (2004, jedan od autora)
- „Mostovi i izbori - političko komuniciranje u Srbiji od 2009 - 2018“ (2019)
- „Duhovna kolaboracija“ (2020)
- „Nulta 2020 tačka“ (2021)
- „Vučje vreme - od obožavanja do oboženja, od podrepljenja do preumljenja“ (2023)

## Spoljašnje veze
- Cvijetin Milivojević - kolumne u „Politici“